# Lagunilla (Guanacaste)
Lagunilla es un poblado localizado en el distrito de Santa Cruz, primero del cantón de Santa Cruz, en la provincia de Guanacaste, Costa Rica en América Central.
Lagunilla se caracteriza por ser una comunidad tranquila, unida y acogedora.

## Toponimia
Según una leyenda, este poblado lleva este nombre debido a que hace varios siglos, existía cerca de esta aldea (en el Rincón) una laguna que inspiró a aquellos primeros pioneros y los llevó a denominarla de esa manera, La Lagunilla. 

## Historia
Los primeros pobladores de esta zona fueron indígenas chorotegas, de los cuales aún se pueden encontrar sepulcros o más comúnmente llamadas "huacas" en las cercanías. Los colonos españoles llegaron desde el Norte y también desde Panamá, o sea, desde el Sur por vía del Golfo de Nicoya. En su mayoría, estos exploradores y colonizadores provenían de la que hoy en día es Nicaragua y eran principalmente colonos andaluces dedicados a la ganadería. Estos europeos trajeron consigo otro elemento o aporte étnico: esclavos africanos de origen bantú que con el pasar de los años se mezclaron con los locales dando origen a la mezcla de razas que actualmente constituye la cultura guanacasteca.  

## Geografía

### Hidrografía
Existen dos ríos importantes que pasan por Lagunilla, denominadamente el Río Lima y el Río Cañas. El primero se transforma en un riachuelo durante la temporada seca mientras que el segundo, es usado como fuente de irrigación y pesca.

## Demografía
Su población ronda los 2500 habitantes incluyendo a la comunidad de Chircó, San Pedro y Moya. Lagunilla, a su vez, posee los siguientes barrios: El Rincón y Las Parcelas situados al sur y Cuatro Esquinas en dirección norte carretera hacia Cartagena. 

## Cultura

### Deporte
Posee varios pequeños clubes de fútbol que pertenecen a las ligas menores o inclusive a la tercera división. 

### Educación
La escuela pública de Lagunilla brinda enseñanza en los ciclos I y II, además existe un Jardín de Infancia (antiguamente CEN-CINAI). La escuela de enseñanza básica fue construida como parte de una donación del gobierno estatal de Puerto Rico y fue por ello bautizada con el nombre de Escuela de Puerto Rico a finales de la década de 1970.  Sin embargo, la escuela como tal existía desde 1952.

### Idioma
Como en casi toda localidad guanacasteca, el folclor y las tradiciones populares tienen una gran importancia cultural y conllevan un sentido de identidad y apego sociocultural. Como es normal en esta región, la variedad lingüística o regiolecto hablado es muy similar a la de algunas regiones de Nicaragua y existen marcadas diferencias dialectales entre los hablantes de esta región y los de la Meseta Central, sin que esto conlleve a problemas de comprensión mutua.

### Literatura
Es importante recalcar que aquí creció y murió la reconocida escritora de cuentos populares e infantiles María Leal de Noguera, quién se caracterizó por difundir y motivar la lectura de cuentos tradicionales tales como: La Mano Peluda, Uvieta, y otro más. 
Fue tía del famoso jugador de fútbol, ya fallecido, Carlos Leiva Noguera conocido como Comida en los años 80. María Leal de Noguera.

### Música
Se practica la marimba instrumento parecido al xilófono traído desde África, y el quijongo, instrumento de cuerda en forma de arco con una cajita de resonancia hecha con jícaros.

### Religión
Cada año Lagunilla atrae a visitantes que llegan de todas partes de la región para celebrar las fiestas típicas de esta comunidad, en las cuales se pueden apreciar comidas típicas, festejos religiosos y bailes, sin olvidar la popular monta de toros al estilo rústico guanacasteco. El santo patrono de esta comunidad es San Caralampio. 
Durante varios meses cada año, los creyentes católicos celebran varias festividades en honor al Santo Esquipulas y San Caralampio. Desgraciadamente, estas celebraciones son cada vez menos recordadas. 

## Economía
En Lagunilla existen servicios básicos de salud, un supermercado, restaurantes, educación básica primaria, entre otros. 
Debido a que Lagunilla pertenece al distrito primero del cantón de Santa Cruz, sus habitantes realizan la mayor parte de sus transacciones comerciales y financieras en esa ciudad. 
Las principales fuentes de empleo son la agricultura y la ganadería. En las últimas décadas ha habido más oportunidades para los lugareños en las zonas costeras con el apogeo del turismo que ofrece puestos de trabajo en la construcción civil o servicios afines al turismo. 

### Problemática
En años recientes y a pesar de los esfuerzos realizados por varias asociaciones de desarrollo y entidades gubernamentales, poco ha cambiado en Lagunilla y existe un rezago con respecto a otras comunidades del país. Problemas en infraestructura y falta de ofertas educativas con salida profesional son comunes. Lamentablemente, la realidad de este caserío no escapa a la gran realidad del resto de la provincia en donde la poca formación académica entre las personas adultas, las escasas oportunidades y fuentes de trabajo crean un muy bajo índice de desarrollo humano, el cual no se hace tan evidente debido a la naturaleza rural y agraria de los pobladores y el mantenimiento de una microeconomía local.
Lamentablemente, el turismo y el capital invertido en él están tan interligados y dependientes de la situación económica en los Estados Unidos y otros países de donde fluye el capital de inversionistas que últimamente[¿cuándo?] se ha sentido con mayor fuerza el efecto de la crisis económica en EE. UU. y gran parte de la población vecina no ha escapado a esta realidad. 

## Infraestructura

### Transporte
La ruta 160 atraviesa el poblado. 
Existen muchas formas de llegar a este poblado: desde Santa Cruz por medio de transportes públicos; además existen carreteras y caminos vecinales que conectan a Lagunilla con el resto de las comunidades costeras y del interior como Cartagena y Paso Hondo, Río Tabaco y San José de la Montaña.